# Góry Horlicka
Góry Horlicka (ang. Horlick Mountains) – pasmo górskie w Górach Transantarktycznych w Antarktydzie Wschodniej.

## Nazwa
Nazwane przez Richarda Byrda (1888–1957) na cześć Williama Horlicka (1846–1936), producenta mleka słodowego i sponsora wyprawy Byrda w latach 1933–1935 .

## Geografia
Góry Horlicka tworzą pasmo górskie w Górach Transantarktycznych w Antarktydzie Wschodniej . Leżą na wschód od Reedy Glacier. W górach wyróżnia się m.in. następujące pasma i grzbiety: Wisconsin Range, Long Hills i Ohio Range . Pasmo do wysokości 2500 m pokrywa lądolód . Odkryto tu skrzemieniałe drewno z permu.

## Historia
Góry zostały zaobserwowane przez uczestników wyprawy Richarda Byrda (1888–1957) w latach 1933–1935 – przez Kennetta L. Rawsona podczas lotu 22 listopada 1934 roku oraz przez Quina Blackburna znad lodowców Leverett Glacier i Albanus Glacier w grudniu 1934 roku . Część Wisconsin Range została obfotografowana z powietrza w trakcie Operacji Highjump w latach 1946–1947 . Całe pasmo zostało zbadane w ramach United States Antarctic Program i zmapowane na podstawie zdjęć lotniczych w latach 1959–1964 .